# Inverallochy Castle
Inverallochy Castle ist die Ruine einer Kastellburg beim Dorf Inverallochy in der schottischen Council Area Aberdeenshire. Die Burgruine liegt etwa 800 Meter südlich von Cairnbulg Castle bei Fraserburgh. W. Douglas Simpson beschrieb es als eines der Nine Castles of the Knuckle wegen der felsigen Landzunge im Nordosten von Aberdeenshire, auf der sie stehen.
Die Überreste der Gebäude sind auf drei Seiten um einen Innenhof angeordnet. Die südliche Begrenzung dieses Hofes bildet eine Kurtine. Ein Turm an der Nordostecke ist größtenteils in voller Höhe erhalten; die verbleibende Kurtine ist bis zu 10 Meter hoch. Die Innenwände sind größtenteils eingestürzt. Es sind auch Spuren eines größeren, äußeren Hofes erhalten, der sich in einer Größe von 60 Metern × 60 Metern nördlich und östlich der heutigen Ruinen ausdehnte. Die Ruinen gelten als Scheduled Monument. Die Burg scheint in nur einem Bauabschnitt erstellt worden zu sein. Aufgrund ihrer Architektur datiert man sie auf Anfang des 16. Jahrhunderts. Möglicherweise ließ sie Sir William Comyn of Inverallochy in den Jahren 1512 bis 1519 erbauen.